# Садерн Судан бевериџиз лтд
Садерн Судан бевериџиз лтд (енгл. Southern Sudan Beverages Ltd. — SSBL) је фабрика са седиштем у Џуби у Јужном Судану. Део је мултинационалне компаније САБМилер из Лондона. Фабрика производи пиво и освежавајућа безалкохолна пића.

## Производња
Основана је 2009. године и од тада се бави производњом пива и безалокхолних пића за потребе домаћег становништва. Капацитет фабрике је 180.000 хектолитара пива и 60.000 хектолитара газираних пића. У изгардњу и покретање производње, као и запослене, уложено је 37 милиона долара. У производњи је запослено 200 радника.
Први производ који се нашао у продаји је светло лагер пиво „Вајт бул“ (енгл. White Bull), са 4,2% алкохола.